# Ramata Diakité (chanteuse)
Pour les articles homonymes, voir Ramata Diakité et Diakité.
Ramata Diakité est une chanteuse malienne, née en 1976 au Wassoulou et morte le 30 octobre 2009 à Ouagadougou (Burkina Faso).

## Biographie
Ramata Diakité débute comme choriste auprès de sa tante chanteuse Djénéba Diakité. En 1995 elle est révélée dans une émission de la télévision malienne. En 1996, elle produit sa première chanson dénommée Artiste. Elle y fait l’éloge des musiciens maliens sur une mélodie hindoue. C’est un succès populaire. En 1997, elle enregistre un album produit par MaliK7 intitulé Na (qui est d’ailleurs l’album le plus vendu en 98 au Mali) . L’année suivante, elle participe à l’enregistrement de l’album de Toumani Diabaté et Taj Mahal Kulunja. En 2000, elle enregistre un nouvel album, confirmation puis en 2004, elle enregistre aux États-Unis l’album Djonya  (L’esclavage). Le clip de cette chanson, tournée sur l’Île de Gorée, obtient le « Tamani du meilleur clip de l’année » en 2005. En 2006, Ramata Diakité produit un nouvel album, I Danse, qui lui vaut le «Tamani de la  meilleure artiste féminine ».En 2007, elle produit un nouvel album "maban" puis en 2008 elle sort son dernier album intitulé "burutumu". La même année (2008) , le Bureau malien des droits d’auteur (BUMDA) lui décerne le prix de la meilleure artiste du Mali. Elle meurt en octobre 2009 à cause d’une longue maladie.

## Discographie
- 1996 : Artistes
- 1997 : Na
- 2000 : Confirmation
- 2004 : Djonya
- 2006 : I Dansé
- 2007 : Maban
- 2008 : Burutumu